# Ragajaya
Ragajaya is een bestuurslaag in het regentschap Bogor van de provincie West-Java, Indonesië. Ragajaya telt 24.648 inwoners (volkstelling 2010).